# Трепет сердца
«Тре́пет се́рдца» (англ. Heartstopper) — британский подростковый драматический веб-сериал, разработанный Элис Осман для стримингового сервиса Netflix по мотивам её комикса и серии графических романов «Heartstopper. С замиранием сердца». Снятый по сценариям самой Осман, сериал рассказывает историю Чарли Спринга (Джо Лок), школьника-гея, который влюбляется в своего одноклассника Ника Нельсона (Кит Коннор), с которым сидит за одной партой. Также рассказывается о жизни их друзей Тао Су (Уильям Гао), Элли Аржан (Ясмин Финни), Айзека Хендерсона (Тоби Донован), Тары Джонс (Коринна Браун) и Дарси Олссон (Киззи Эджелл).
Компания See-Saw Films приобрела права на адаптацию комикса в 2019 году, а Netflix получил права на дистрибуцию в 2021 году. Эйрос Лин получил должность режиссёра. Съёмки первого сезона прошли с апреля по июнь того же года. Помимо оригинального саундтрека, написанного Адиескар Чейз, в сериале также звучат различные песни. Кинематографические стили и цветовая палитра были выбраны таким образом, чтобы придать сериалу особую атмосферу, также усиленную элементами традиционной анимации. Режиссёром третьего сезона стал Энди Ньюбери.
Премьера первого сезона «Трепета сердца» состоялась 22 апреля 2022 года, второго — 3 августа 2023 года, а третьего — 3 октября 2024 года. В 2026 году состоится премьера полнометражного фильма «Трепет сердца: Навсегда», завершающего сюжет сериала.
Сериал получил всеобщее одобрение критиков за тональность, темп повествования, игру актёров и изображение ЛГБТ-сообщества, а первый сезон удостоился девяти номинаций на премию «Эмми» в области детского и семейного контента и победил в пяти категориях. Сериал стал весьма популярным, попав в ТОП-10 английских сериалов Netflix через два дня после выхода; также благодаря проекту возросла популярность комикса-первоисточника и использованных песен.

## Сюжет
Чарли Спринг и Ник Нельсон учатся в одной гимназии для мальчиков «Трухэм», но никогда не встречались до того момента, пока им не пришлось сидеть вместе. Ник учится в выпускном классе и играет за школьную команду по регби. Он немного слышал о Чарли — парне, который совершил каминг-аут в прошлом году и над которым издевались за это несколько месяцев. Они быстро становятся друзьями, и вскоре Чарли по уши влюбляется в Ника, хотя и знает, что шансов у него нет.

## Актёрский состав

### Обзор
= Член основного актёрского состава
     = Повторяющийся член актёрского состава
     = Гость или приглашённый член основного актёрского состава
| Персонаж        | Актёр              | Сезон           | Сезон | Сезон           |
| Персонаж        | Актёр              | 1               | 2     | 3               |
| --------------- | ------------------ | --------------- | ----- | --------------- |
| Ник Нельсон     | Кит Коннор         |                 |       |                 |
| Чарли Спринг    | Джо Лок            |                 |       |                 |
| Тао Су          | Уильям Гао         |                 |       |                 |
| Элли Аржан      | Ясмин Финни        |                 |       |                 |
| Тара Джонс      | Коринна Браун      |                 |       |                 |
| Дарси Олссон    | Киззи Эджелл       |                 |       |                 |
| Айзек Хендерсон | Тоби Донован       |                 |       |                 |
| Тори Спринг     | Дженни Уолзер      |                 |       |                 |
| Бен Хоуп        | Себастьян Крофт    |                 |       | Does not appear |
| Гарри Грин      | Кормак Хайд-Коррин |                 |       |                 |
| Имоджен Хини    | Ри Норвуд          |                 |       |                 |
| Мистер Аджайи   | Фисайо Акинаде     |                 |       |                 |
| Тренер Сингх    | Четна Пандья       |                 |       |                 |
| Сара Нельсон    | Оливия Колман      |                 |       | Does not appear |
| Дэвид Нельсон   | Джек Бартон        | Does not appear |       |                 |
| Саар Захид      | Лейла Хан          | Does not appear |       |                 |
| Мистер Фарук    | Нима Телегхэни     | Does not appear |       |                 |
| Джеймс Макьюэн  | Брэдли Ричес       |                 |       |                 |

### Главные роли
- Кит Коннор — Николас «Ник» Нельсон, игрок в регби из 11-го класса гимназии для мальчиков «Трухэм», сидящий рядом с Чарли
- Джо Лок — Чарльз «Чарли» Спринг, учащийся 10-го класса гимназии для мальчиков «Трухэм», который недавно совершил каминг-аут
- Уильям Гао — Тао Су, друг и защитник Чарли
- Ясмин Финни — Элли Аржан, подруга Чарли и Тао, перешедшая в гимназию для девочек Харви Грин («Хиггс») после того, как совершила каминг-аут как трансгендер
- Коринна Браун — Тара Джонс, ученица школы «Хиггс», которая начинает дружить с Элли
- Киззи Эджелл — Дарси Олссон, девушка Тары и подруга Элли. В третьем сезоне Дарси заявляет, что является небинарной персоной.
- Тоби Донован — Айзек Хендерсон, друг-интроверт Чарли, Тао и Элли, асексуал и аромантик
- Дженни Уолзер — Виктория «Тори» Спринг, старшая сестра Чарли
- Себастьян Крофт[англ.] — Бенджамин «Бен» Хоуп (1—2 сезоны)[1], первый парень Чарли
- Кормак Хайд-Коррин — Гарри Грин, член команды по регби, хулиган-гомофоб
- Ри Норвуд — Имоджен Хини, ученица школы «Хиггс», в первом сезоне влюблённая в Ника
- Фисайо Акинаде[англ.] — Нейтан Аджайи, учитель рисования, который присматривает за Чарли
- Четна Пандья[англ.] — тренер Сингх, учительница физкультуры и тренер по регби
- Оливия Колман — Сара Нельсон (1—2 сезоны)[2], мать Ника и Дэвида
- Джек Бартон — Дэвид Нельсон (со второго сезона), старший брат Ника
- Лейла Хан — Саар Захид (со второго сезона), новая ученица «Хиггса», подруга Элли, Дарси и Тары
- Нима Телегхэни — Юссеф Фарук (со второго сезона), строгий учитель, занимающийся подготовкой учеников к экзаменам, и новый возлюбленный мистера Аджайи
- Брэдли Ричес[англ.] — Джеймс Макьюэн (второй сезон; гостевая роль в первом сезоне, повторяющаяся в третьем) — ученик «Трухэма», влюблённый в Айзека

### Роли второго плана
- Аралойин Ошунреми — Отис Смит, парень из команды по регби
- Эван Овенелл — Кристиан Макбрайд, парень из команды по регби
- Ашвин Вишванат — Сай Верма, парень из команды по регби
- Джорджина Рич[англ.] — Джейн Спринг, мать Чарли и Тори
- Джозеф Балдеррама — Хулио Спринг, отец Чарли и Тори
- Момо Юн[англ.] — Ян Су, мать Тао
- Алан Теркингтон — мистер Ланг, учитель истории и классный руководитель Чарли и Ника
- Стивен Фрай — директор Барнс (голос), директор гимназии для мальчиков «Трухэм»
- Бел Пристли[англ.] — Наоми Рассел (со второго сезона), студент-трансгендер из художественной школы, в которую поступает Элли
- Эш Селф — Феликс Бриттен (со второго сезона), студент художественной школы и новый друг Элли
- Тибо де Монталамбер[англ.] — Стефан Фурнье (второй сезон), отец Ника и Дэвида, бывший муж Сары
- Хейли Этвелл — Диана (третий сезон), тётя Ника и Дэвида, сестра Сары
- Эдди Марсан — Джефф (третий сезон), терапевт Чарли
- Аннет Бэдленд[англ.] — Айви Олссон (третий сезон), бабушка Дарси
- Дарра Хенд — Майкл Холден (третий сезон), друг Тори

### Заметные гости
- Рэйчел Стирлинг[англ.] — Аманда Олссон (второй сезон), гомофобная и грубая мать Дарси
- Джонатан Бейли — Джек Мэддокс (третий сезон), историк, кумир Чарли

## Список серий
| Сезон | Серии | Серии | Даты показа    | Даты показа    |
| ----- | ----- | ----- | -------------- | -------------- |
| 1     | 8     | 8     | 22 апреля 2022 | 22 апреля 2022 |
| 2     | 8     | 8     | 3 августа 2023 | 3 августа 2023 |
| 3     | 8     | 8     | 3 октября 2024 | 3 октября 2024 |
| Фильм | Фильм | Фильм | TBA            | TBA            |

### Сезон 1 (2022)
| № общий | № в сезоне | Название                 | Режиссёр  | Автор сценария | Дата премьеры  |
| --- | ---------- | ------------------------ | --------- | -------------- | -------------- |
| 1 | 1          | «Встреча» «Meet»         | Эйрос Лин | Элис Осман     | 22 апреля 2022 |
| Ученик средней школы «Трухэм» Чарли Спринг состоит в вынужденных отношениях с Беном Хоупом. В своём новом классе Чарли садится рядом с Ником Нельсоном, к которому начинает испытывать чувства. Они становятся друзьями, хотя Чарли не уверен в сексуальности Ника. Ник предлагает Чарли присоединиться к команде по регби, и тот соглашается. Видя, как Бен целуется с девушкой, и понимая, что он несчастлив в своих отношениях, Чарли говорит Бену, что больше не хочет встречаться, фактически расставаясь с ним. Позднее Чарли против своей воли встречается с Беном, который насильно целует его, однако Ник отгоняет Бена. Тем временем одна из друзей Чарли, Элли Аржан, переходит в школу для девочек «Хиггс» после того, как призналась, что является транс-женщиной.                                                     |            |                          |           |                |                |
| 2 | 2          | «Влюблённость» «Crush»   | Эйрос Лин | Элис Осман     | 22 апреля 2022 |
| Чарли рассказывает Нику о своих отношениях с Беном, которого Ник осуждает. Друг Чарли Тао Су предполагает, что Ник – гетеросексуал, и предлагает Чарли отвлечься от своей влюблённости. Позже Тао сообщает другу, что Ник влюблён в девушку Тару Джонс, которая дружит с Элли в «Хиггсе». Вскоре Элли узнаёт, что Тара на самом деле лесбиянка и встречается c Дарси Олссон. Проводя время в доме Чарли, Ник пытается дотронуться до руки Чарли, пока тот спит, и начинает сомневаться в своей сексуальности. |            |                          |           |                |                |
| 3 | 3          | «Поцелуй» «Kiss»         | Эйрос Лин | Элис Осман     | 22 апреля 2022 |
| Ника приглашают на вечеринку по случаю шестнадцатилетия его друга Гарри Грина. Ник, в свою очередь, приглашает Чарли, который соглашается. Тао начинает завидовать влюблённости своего друга, из-за чего их дружба отходит на второй план. Гарри и его друзья начинают подшучивать над Ником из-за «влюблённости» в Тару. Тара признаётся Нику в гомосексуальности, а тот разрывает дружбу с Гарри после его насмешек над Чарли. Имоджен Хини, одна из лучших подруг Ника, говорит Нику, что он ей нравится. Бен снова пытается вернуть Чарли, но тот толкает его. Ник и Чарли уединяются в комнате и целуются; Ник ошеломлён и оставляет также ошеломлённого Чарли в комнате. Сердце Чарли разбито, однако на следующий день он с удивлённым видом встречает на пороге своего дома Ника, который пришёл к нему, несмотря на дождь. |            |                          |           |                |                |
| 4 | 4          | «Секрет» «Secret»        | Эйрос Лин | Элис Осман     | 22 апреля 2022 |
| Чарли извиняется перед Ником за то, что произошло днём ранее. Ник целует его и объясняет, что ещё не определился в собственной сексуальности, и они обнимаются; Чарли говорит, что не нужно публично заявлять о чём-либо. Они проводят больше времени вместе за обедом в школе. После игры в регби Ник навещает Чарли в лазарете, но ненадолго вмешивается Айзек. Тао и Элли подслушивают, как Ник неохотно соглашается на свидание с Имоджен под давлением друзей. |            |                          |           |                |                |
| 5 | 5          | «Друг» «Friend»          | Эйрос Лин | Элис Осман     | 22 апреля 2022 |
| Ник собирается отменить свидание с Имоджен, но, когда та говорит о смерти своей собаки, Ник из сочувствия не решается сказать «нет». Чарли приглашает Ника на празднование своего пятнадцатого дня рождения, который выпадает на день свидания Ника, в боулинг-клуб, но Ник решает побыть с Чарли. На вечеринке Тао рассказывает Чарли о Нике и Имоджен, что случайно слышит Ник. Позже Ник объясняет правду Чарли, а затем прямо говорит, что ему нравится Чарли. На следующий день Ник объясняет Имоджен, что она ему не нравится. Имоджен принимает Ника и благодарит за честность. |            |                          |           |                |                |
| 6 | 6          | «Девушки» «Girls»        | Эйрос Лин | Элис Осман     | 22 апреля 2022 |
| Ник думает, что может быть бисексуалом; Чарли говорит ему не торопиться с решением. Ник рассказывает Таре и Дарси о том, что встречается с Чарли, а те предлагают двойное свидание. После того как Элли рассказывает о том, что влюблена в Тао, друзья втайне идут на тройное свидание, надеясь помочь им сблизиться. Во время свидания Элли понимает их замысел и сообщает, что не хочет что-либо менять в своей жизни, а хочет сохранить дружбу с Тао, а также радуется за Ника и Чарли. Перед концертом оркестров «Трухэма» и «Хиггса» Тара пытается спрятаться из-за гомофобных высказываний других участников оркестра. Дарси успокаивает её, и обе возвращаются на сцену. |            |                          |           |                |                |
| 7 | 7          | «Хулиган» «Bully»        | Эйрос Лин | Элис Осман     | 22 апреля 2022 |
| Ник приглашает Чарли пойти в кино со своими друзьями из одиннадцатого класса, будучи уверенным, что Гарри и Бена там не будет. Однако они оба приходят и Гарри снова начинает издеваться над Чарли из-за его ориентации. После того как Чарли уходит, Ник просит Гарри прекратить. Гарри называет Чарли педиком, из-за чего Ник дерётся с Гарри. На автостоянке за кинотеатром Бен пытается задеть Чарли, заявляя, что Нику, как и всем прочим, на него всё равно. Тао чувствует себя виноватым за то, что непреднамеренно ухудшил ситуацию Чарли, задев словесно Гарри, но поскольку Чарли продолжает игнорировать его, Тао ввязывается в драку с Гарри и злится на друга за то, что тот не рассказал ему о своих отношениях с Ником.                                                                                              |            |                          |           |                |                |
| 8 | 8          | «Мой парень» «Boyfriend» | Эйрос Лин | Элис Осман     | 22 апреля 2022 |
| За драку Гарри отстраняют от занятий, а отношения Тао и Чарли по-прежнему остаются напряжёнными. Чарли бросает регби и впадает в депрессию, игнорируя Ника. Тао и Ник открыто разговаривают о происходящем и постепенно приходят к соглашению. Тао примиряется с Чарли, который обвиняет Бена в непристойном поведении. Ник объясняет Чарли, что тот изменил его жизнь, умоляя его не расставаться; Чарли соглашается, и они едут на пляж. Ник раскрывает, что планирует рассказать близким и друзьям о том, что является бисексуалом. В первую очередь он признаётся своей матери, которая со слезами на глазах принимает сына и его отношения с Чарли. |            |                          |           |                |                |

### Сезон 2 (2023)
| № общий | № в сезоне | Название                             | Режиссёр  | Автор сценария | Дата премьеры  |
| --- | ---------- | ------------------------------------ | --------- | -------------- | -------------- |
| 9 | 1          | «Признание» «Out»                    | Эйрос Лин | Элис Осман     | 3 августа 2023 |
| Когда отношения Ника и Чарли становятся более зрелыми, Ник пытается решиться рассказать о своей ориентации всем остальным. На ночёвке у Чарли дома он поэтапно признаётся Имоджен, которая заявляет, что уже всё знала. Элли и Тао не уверены, стоит ли им заводить отношения. Чарли возвращается в команду «Трухэма» по регби и рассказывает родителям о своих отношениях; однако отец запрещает Нику приходить к нему, чтобы предотвратить сексуальное поведение. Чарли обещает стать свидетелем каминг-аута Ника. |            |                                      |           |                |                |
| 10 | 2          | «Семья» «Family»                     | Эйрос Лин | Элис Осман     | 3 августа 2023 |
| В преддверии выставления годовых оценок родители Чарли ужесточают правила и запрещают сыну приходить к Нику в гости до тех пор, пока он не улучшит свои оценки и не закончит своё эссе. Тао начинает чувствовать, что он отдаляется от Элли и ревнует её после того, как она посещает школу искусств «Ламберт» и заводит там новых друзей. Его мать стимулирует его продолжать борьбу за сохранение дружбы, и он признаётся Чарли и Айзеку в том, что ему нравится Элли. Брат Ника Дэвид возвращается из университета и не одобряет его отношения с Чарли. Ник начинает беспокоиться из-за того, что Имоджен встречается с Беном. Он рассказывает ей, что стоит держаться от Бена подальше, но не может сказать, что он сделал. |            |                                      |           |                |                |
| 11 | 3          | «Обещание» «Promise»                 | Эйрос Лин | Элис Осман     | 3 августа 2023 |
| Чарли заканчивает эссе и мотивирует Ника перед экзаменами для получения аттестата об общем среднем образовании, которые тот успешно сдаёт. Ник пытается признаться своим друзьям по команде, но его постоянно прерывает Гарри. Понимая, какой стресс он испытывает, Чарли предлагает Нику на время забыть о каминг-ауте. Проведя исследования на тему того, как впечатлить пассию, Тао приглашает Элли на свидание, и она соглашается. После неудачного свидания Тао начинает ревновать Элли к её новым друзьям из «Ламберта», а после винит себя в том, что, по его мнению, портит всё. |            |                                      |           |                |                |
| 12 | 4          | «Вызов» «Challenge»                  | Эйрос Лин | Элис Осман     | 3 августа 2023 |
| Ученики собираются вместе и едут на полевую экскурсию в Париж. Чарли, Ника, Тао и Айзека селят в одном номере в отеле, а Тара, Дарси и Элли делят комнату с новой ученицей по имени Саар Захид. Тао и Элли начинают подогревать интерес друг к другу и неохотно решают остаться друзьями, а Тао извиняется за своё поведение. Чарли и Тара рассказывают партнёрам о своих трудностях. Имоджен расстаётся с Беном, замечая, что он её игнорирует и запугивает Чарли; Ник и Чарли её успокаивают. От поцелуев Ника у Чарли на шее появляется засос. |            |                                      |           |                |                |
| 13 | 5          | «Жара» «Heat»                        | Эйрос Лин | Элис Осман     | 3 августа 2023 |
| Когда одноклассники замечают засос Чарли, между ними начинают распространяться слухи. Чарли прощает Тао за то, что тот непреднамеренно стал причиной его каминг-аута, и стакивается с пессимизмом относительно его и Элли. Позднее, оставшись наедине, Элли целует Тао, который отвечает взаимностью. После того как Чарли падает в обморок, он признаётся Нику, что страдает от пищевого расстройства. Тара сталкивается с тем, что Дарси подавляет свои чувства и никогда не говорит прямо, что любит её. |            |                                      |           |                |                |
| 14 | 6          | «Правда или действие» «Truth / Dare» | Эйрос Лин | Элис Осман     | 3 августа 2023 |
| Ник знакомит Чарли со своим отцом-французом Стефаном, который рассказывает о своих планах съездить в Англию. В качестве извинения Дарси устраивает вечеринку по случаю дня рождения Тары. Айзека целует влюблённый в него студент Джеймс Макьюэн, однако Айзек теряет интерес. Гарри извиняется перед Чарли за прошлые унижения, но тот извинения не принимает. Во время игры в «правду или действие» Ник признаётся друзьям в своей ориентации и говорит, что ему хорошо, когда люди знают об этом. После вечеринки Дарси признаётся Таре, что любит её. Тем временем сопровождающие ребят учителя мистер Аджайи и мистер Фарук начинают испытывать чувства друг к другу и целуются. На следующий день все отправляются домой. |            |                                      |           |                |                |
| 15 | 7          | «Извинения» «Sorry»                  | Эйрос Лин | Элис Осман     | 3 августа 2023 |
| Элли принимают на обучение в «Ламберт»; Тао говорит, что поборол свою ревность, а Элли сообщает, что ещё не определилась насчёт «Ламберта». Айзек понимает, что он является асексуалом. Перед тем как покинуть «Трухэм», Бен просит у Чарли прощения за свои поступки в прошлом, но Чарли заявляет, что его травму не загладить извинениями, и замечает, что Бен, извиняясь, лишь требует самоутверждения. Во время ужина с отцом Ник обвиняет Дэвида в травле, а отца — в явном недостатке заботы. Ник также заявляет, что Чарли является его парнем. Отец извиняется и принимает Чарли, после чего возвращается в Париж. Дарси ссорится со своей матерью-гомофобкой и уходит из дома.                                         |            |                                      |           |                |                |
| 16 | 8          | «Идиллия» «Perfect»                  | Эйрос Лин | Элис Осман     | 3 августа 2023 |
| Ник публично совершает каминг-аут через Instagram. Элли рассказывает Тао, что собирается поступать в «Ламберт», и соглашается быть его девушкой. Все, кроме Дарси, приходят на школьный бал. Позднее приходит и Дарси, которая провела ночь в парке; она решается рассказать Таре о ситуации дома. Ник, Чарли и друзья уходят с бала, чтобы отпраздновать у Ника в гостях. Когда Ник и Чарли остаются вдвоём, Ник просит рассказать о буллинге в прошлом; Чарли рассказывает о том, что ненавидел себя из-за гомофобии и регулярно себя калечил. Ник велит Чарли всегда рассказывать ему, если что-то случится. Чарли с неохотой соглашается, после чего уходит домой.                                                          |            |                                      |           |                |                |

### Сезон 3 (2024)
| № общий | № в сезоне | Название            | Режиссёр     | Автор сценария | Дата премьеры  |
| --- | ---------- | ------------------- | ------------ | -------------- | -------------- |
| 17 | 1          | «Любовь» «Love»     | Энди Ньюбери | Элис Осман     | 3 октября 2024 |
| Во время поездки на пляж Чарли хочет открыть свои чувства Нику — но и тому есть, что обсудить. Тао планирует романтическое лето.                                                   |            |                     |              |                |                |
| 18 | 2          | «Дом» «Home»        | Энди Ньюбери | Элис Осман     | 3 октября 2024 |
| Во время поездки на Менорку Чарли становится хуже обычного, и Ник очень беспокоится о нём. Рядом с Элли и Тао Айзек чувствует себя третьим лишним.                                 |            |                     |              |                |                |
| 19 | 3          | «Разговор» «Talk»   | Энди Ньюбери | Элис Осман     | 3 октября 2024 |
| В новом учебном году Тао скучает по Элли — ведь они теперь учатся в разных школах. Чарли готовит сюрприз на день рождения Ника, который беспокоится за своего бойфренда.           |            |                     |              |                |                |
| 20 | 4          | «Путь» «Journey»    | Энди Ньюбери | Элис Осман     | 3 октября 2024 |
| Чарли обращается за медицинской помощью и начинает долгую дорогу к выздоровлению. Ник начинает вести дневник, а Тао записывает для отсутствующего друга видео.                     |            |                     |              |                |                |
| 21 | 5          | «Зима» «Winter»     | Энди Ньюбери | Элис Осман     | 3 октября 2024 |
| Для Чарли это Рождество выдалось очень тяжелым, да и его семья, кроме Тори, не помогает. Элли и Тао говорят о сексе. Новогодняя вечеринка оказывается жаркой.                      |            |                     |              |                |                |
| 22 | 6          | «Тело» «Body»       | Энди Ньюбери | Элис Осман     | 3 октября 2024 |
| Картины Элли становятся очень популярны в соцсетях — и у неё берут интервью. Чарли говорит Нику, что готов перевести отношения на новый уровень. Тара испытывает паническую атаку. |            |                     |              |                |                |
| 23 | 7          | «Вместе» «Together» | Энди Ньюбери | Элис Осман     | 3 октября 2024 |
| Учебный год заканчивается — и школьники начинают задумываться о своём будущем. Чарли и Ник пытаются найти возможность уединиться.                                                  |            |                     |              |                |                |
| 24 | 8          | «Порознь» «Apart»   | Энди Ньюбери | Элис Осман     | 3 октября 2024 |
| Ник с девочками едут знакомиться с разными университетами. Ему предстоит решить, где учиться — рядом с Чарли или в другом городе. Группа Саар выступает на празднике.              |            |                     |              |                |                |

### Фильм
| №  | Название                                         | Режиссёр        | Автор сценария | Дата премьеры |
| -- | ------------------------------------------------ | --------------- | -------------- | ------------- |
| 25 | «Трепет сердца: Навсегда» «Heartstopper Forever» | Уош Уэстморленд | Элис Осман     | 2026          |

## Производство

### Сценарий и предпроизводство

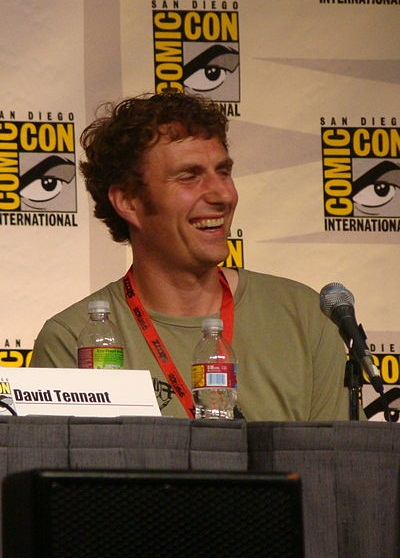
Первые два сезона сериала снял режиссёр Эйрос Лин (на фото)

В 2016 году Элис Осман начала публикацию своего веб-комикса «Heartstopper. С замиранием сердца», который позднее превратился в графический роман и обрёл культовый статус. В 2019 году компания See-Saw Films попросила Осман попытаться написать на основе её произведения сценарий. Эту идею выдвинул работавший в студии исполнительный продюсер Патрик Уолтерс, который помог Осман в сборе средств на платформе Kickstarter в 2018 году. Элис заинтересовалась в этой идее, ссылаясь на недостаток репрезентации ЛГБТ-тематики на телевидении и посчитав, что сериал поможет ЛГБТ-подросткам поверить в то, что они могут «найти счастье, романтику и дружбу». Она написала сценарий, основанный на первых двух томах графического романа. See-Saw Films он понравился, и в июле того же года компания приобрела права на телеадаптацию.
20 января 2021 года стало известно, что Netflix заказал восемь получасовых эпизодов первого сезона. Осман и Уолтерс признали Netflix лучшей платформой из-за её мировой доступности. Эйрос Лин стал режиссёром и исполнительным продюсером. Он не читал первоисточник и назвал сценарий захватывающим. Директор по детскому и семейному контенту Netflix Патрик Уилир сказал, что историю «необходимо рассказать», ссылаясь на популярность данной тематики у подростков. Среди исполнительных продюсеров также числятся Патрик Уолтерс, Джейми Лоренсон, Хакан Кусетта, Йен Каннинг и Эмиль Шерман. Продюсером проекта стала Зорана Пигготт. Художником-постановщиком выступил Тим Дикель, декоратором — Максвелл Файн, а мастером по реквизиту — Зои Сейфферт. Во время производства первый сезон носил рабочее название «Вечнозелёный» (англ. Evergreen), а второй — «Электрический» (англ. Electric).

### Подбор актёров
Чтобы сериал выглядел аутентично, Осман хотела видеть в ролях персонажей молодых людей. Дэниел Эдвардс-Гай занимал пост кастинг-директора. Первые кастинги прошли в январе и феврале 2021 года для пяти главных героев, а также трёх второстепенных. Осман заявила, что Алед не появится в адаптации из уважения к его истории в другой новелле из той же вселенной, «Радио Молчание». После прослушивания более 10 тысяч человек через Zoom Осман объявила о первом раунде кастинга в апреле 2021 года, когда Кит Коннор и Джо Лок были выбраны на главные роли Ника и Чарли соответственно. «Трепет сердца» является актёрским дебютом Лока. Изначально Коннор проходил прослушивание на роль Чарли, но продюсеры решили, что он должен играть Ника. После прослушивания Коннор согласился, что Локу роль Чарли подходит больше, и съёмочная группа увидела химию между ними; по их собственным воспоминаниям, актёрам хватило всего нескольких часов, чтобы привязаться друг к другу.
Днями позже были объявлены остальные актёры, а именно Ясмин Финни, Себастьян Крофт, Уильям Гао, Коринна Браун, Киззи Эджелл, Кормак Хайд-Коррин, Ри Норвуд и Тоби Донован. Дженни Уолзер присоединилась к актёрскому составу в мае. Последнее прослушивание было проведено лично. Лин связался с Оливией Колман, с которой работал ранее, после того, как Осман захотела увидеть в роли Сары узнаваемую актрису, и Колман согласилась. Также было замечено, что фанаты веб-комикса и графического романа согласились с тем, что Колман подходит эта роль. По словам Лина, «инстинктивный» и «тёплый» характер Оливии подходит Саре как матери Ника.
8 июля 2022 года начался поиск актёра, британской женщины или небинарной персоны южноазиатского происхождения, на роль 16-летнего персонажа по имени Саар Захид. В сентябре того же года стало известно, что эту роль воплотит Лейла Хан, а большинство исполнителей главных ролей вернётся во втором сезоне. Также актёрский состав пополнили Джек Бартон с ролью Дэвида Нельсона, старшего брата Ника, Брэдли Ричес с ролью ученика «Трухэма» Джеймса Макьюэна и Нима Телегхэни, который сыграл учителя мистера Фарука. В ноябре было объявлено, что Колман, Четна Пандья, Фисайо Акинаде и Алан Тёркингтон повторят свои роли во втором сезоне, а актёрский состав пополнят новые лица, в том числе Бел Пристли и Эш Селф, которые сыграют новых друзей Элли, Наоми и Феликса, и Тибо де Монталамбер с ролью Стефана, отца Ника.
В августе 2023 года, вскоре после выхода второго сезона, было подтверждено, что персонаж Крофта Бен Хоуп более не появится в сериале, так как в этом сезоне его сюжетная арка подошла к концу. В ноябре 2023 года к актёрскому составу присоединился Дарра Хенд, которому досталась роль Майкла Холдена, а в феврале 2024 года — Хейли Этвелл с ролью Дианы. В марте 2024 года Колман заявила, что не вернётся к роли Сары в третьем сезоне из-за занятости в других проектах. В апреле 2024 года к актёрскому составу присоединились Джонатан Бейли и Эдди Марсан — в третьем сезоне они сыграли Джека Мэддокса и Джеффа соответственно.

### Съёмки

#### Первый сезон

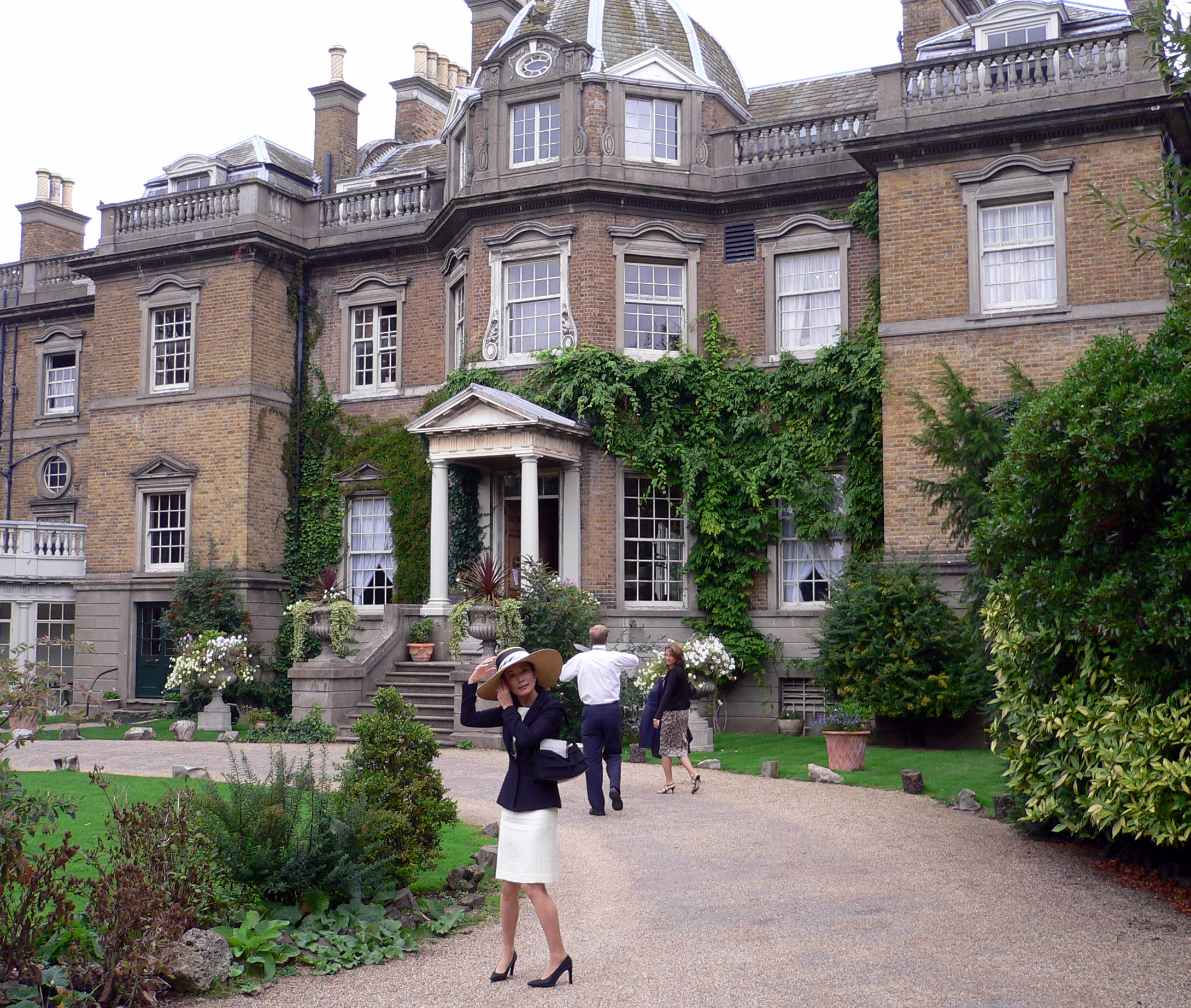
Здание, где была снята вечеринка в честь дня рождения Гарри Грина из эпизода «Поцелуй».

Съёмки первого сезона прошли с апреля по июнь 2021 года, в основном в городе Бернем графства Бакингемшир, а ныне заброшенная E-Act Burnham Park Academy выступила в качестве декорации вымышленной школы для мальчиков «Трухэм». Вечеринка Гарри была отснята в Hampton Court House, в боро Ричмонд-апон-Темс. Для съёмок также использовался боулинг-клуб в Хай-Уикоме. Матч по регби из эпизода «Секрет» был снят в Атлетическом центре долины Темзы. Вокзал, откуда Ник и Чарли отправляются на пляж, — это Норф-Уилдский вокзал, но сцена на пляже была отснята в Херн-Бей графства Кент. После того как Чарли и его друзья вместе пьют коктейли, они гуляют вдоль реки Темзы в Виндзоре, прежде чем отправиться на концерт. Колман снялась во всех сценах со своим участием в течение двух дней. В серии «Мой парень», когда Ник и Чарли садятся на поезд, Осман появляется в качестве камео в роли пассажирки, рисующей пару за кадром. В сцене ближе к концу серии на карусели в качестве массовки присутствовали члены съёмочной группы.
Диана Олифирова была назначена оператором. Перед ней стояла задача визуализировать «любовь, эмоции и нежность». Используя камеры Arri Alexa mini LF со сферическими линзами K35, она снимала сериал методом ручной съёмки, чтобы дать актёрам пространство и уподобляться жанру документалистики. Вместе с художником-постановщиком Тимом Дикелем она создала цветовую палитру из оранжевого, жёлтого, бирюзового, а также смеси синего и розового цветов. Для освещения Олифирова применяла цветной фильтр, ранее использованный ей при съёмках сериала «Мы — Lady Parts». Команда следила за тем, чтобы не переусердствовать с цветами здания школы, но чтобы та в то же время смотрелась ярко. Сцены во время Дня рождения Гарри были отсняты днём, и поэтому съёмочной группе пришлось закрыть окна и использовать искусственное освещение, чтобы оно напоминало свет фонарей. Переходы между временами года созданы с помощью бликов объектива. Вступительная сцена была отснята со второго дубля, поскольку в первый раз глубина резко изображаемого пространства для Ника оказалась слишком высокой; позднее сцену было решено переснять, чтобы сделать её более минималистичной. Когда в серии «Поцелуй» Тара и Дарси целуются, Ника освещают цвета флага бисексуалов (розовый, фиолетовый и синий), показывая то, что он осознал свою ориентацию; данное решение было предложено съёмочной группой.
В качестве художника-постановщика Дикель работал с декоратором Максвеллом Файном, который использовал свой опыт работы учителем рисования, чтобы создать реалистичный образ британских классных комнат. Дикель тем временем попросил своих друзей сфотографировать комнаты их детей, чтобы создать доску настроения, которую позже оценили актёры. Некоторые декорации меняются вместе с ростом персонажей. В кабинете географии за местом Ника находятся изображения горных пород; Они относятся к метаморфическим горным породам, формирующимся под давлением, и символизируют романтику между Чарли и Ником. У последнего в комнате находятся вещи, отражающие его запутанную жизнь. Комната Элли «более утончённая» и артистичная, комната Тао передаёт его синефилию, а у Тары она, согласно сценарию, заполнена плюшевыми медведями. Чтобы отдать дань уважения первоисточнику, некоторый реквизит был нарисован от руки. Комната Чарли просторная и беспорядочная, в то время как у Ника она более ухоженная, что отражает характеры персонажей. Осман рисовала рисунки на стенах в помещениях; они были вдохновлены работами Хокусая и Джулиана Опи.

#### Второй сезон
Съёмки второго сезона начались в сентябре 2022 года на студии Twickenham Studios в Лондоне и завершились в начале декабря. Сцены в Париже были сняты на английских локациях, в особенности в городе Слау, и там же были сняты сцены в «Трухэме» и вечеринка по случаю сдачи экзаменов. Кафе, куда Ник отводит Чарли после того, как последний теряет сознание, расположено на площади Пикадилли в Лондоне. Здание, послужившее декорацией для художественной школы «Ламберт», расположено в Фарнеме. Сцену на Эйфелевой башне сняли за «два утра»; актёрам и съёмочной группе нужно было попасть туда к шести часам утра по местному времени, до того, как башня будет открыта для посетителей. Осман снова появилась с камео, на этот раз в эпизоде в книжном магазине «Шекспир и Компания». Также съёмки проходили вблизи Триумфальной арки, на мосту Искусств, в кафе на Сене и в квартале Маре, известном как центр ЛГБТ-культуры. Некоторые сцены были отсняты на Монмартре, в том числе в храме «Базилика Сакре-Кёр», в Музее Монмартра и в ресторане «Л’ескалье».
В то время как первый сезон использует сине-жёлтую цветовую палитру, второй использует розово-фисташковую. Различные декорации в сеттинге сезона, в том числе «Трухэм», были видоизменены, чтобы дополнить летние задники. Дизайнер костюмов Адам Ди хотел, чтобы во втором сезоне герои носили более заурядную одежду, и сшил для Ника и Чарли футболки в цветах с обложки третьего тома комикса. Элли также носит одежду, отражающую богемское происхождение Финни. Новая причёска Тао была вдохновлена образом Чоу Мована, главного героя одного из любимых фильмов персонажа, «Любовное настроение» (2000), постер с которым висит у Тао в комнате. Покупатель реквизита Зои Сейфферт нашла рюкзак от Fjällräven, похожий на тот, с которым в комиксе ходит Чарли. Художественный отдел также поспособствовал сходствам с первоисточником. Новый образ Айзека Донован создал совместно с Осман.
Чтобы отдать дань уважения поцелую Тары и Дарси, Тао и Элли целуются на школьном балу под ультрафиолетовым освещением. Для некоторых сцен с поцелуями Ника и Чарли Олифирова в художественных целях раскрасила фильтры для камеры.

#### Третий сезон
Съёмки третьего сезона начались в октябре 2023 года, режиссёром на этот раз выступает не Лин, а Энди Ньюбери. Съёмки завершились в декабре.

### Завершение производства

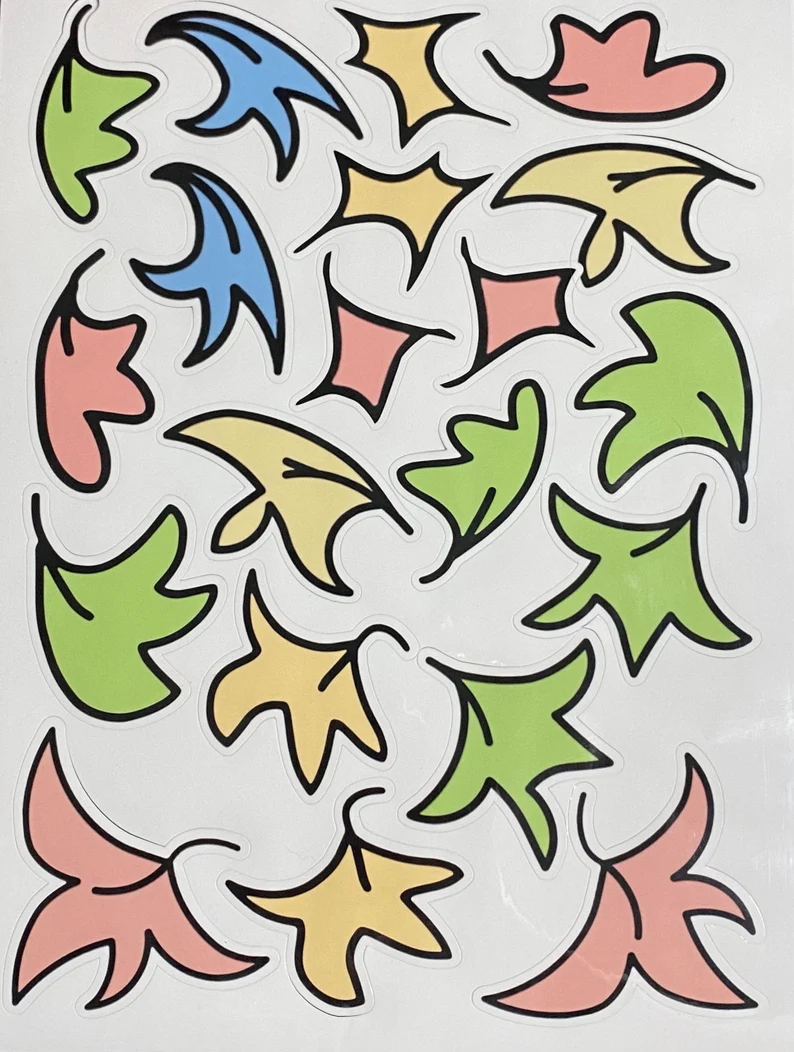
Анимационные листья деревьев

В сериале, как и в комиксе, в моменты любви вокруг героев летают нарисованные от руки листья деревьев. В сцене первого поцелуя Ника и Чарли, когда Чарли пытается взять Ника за руку, проскакивают вспышки молний. Также можно заметить анимированных чаек и голубей. Осман сказала, что это отражает «ощущение волшебства», которое они вызывают. Она уже думала об этом в процессе написания сценария, уже тогда предполагая, что эти элементы будут появляться в интимных сценах между Ником и Чарли, и назвав это «моментами трепета сердца». В конечном итоге, Анну Перонетто наняли в качестве художника, она должна была создать анимацию на основе раскадровок Осман. Перонетто являлась фанаткой первоисточника и была выбрана, когда Осман разместила в своём Instagram-аккаунте пост, в котором объявила, что ищет 2D-мультипликаторов. Она обсуждала с Лином и монтажёром Софи Алонзи, какие типы анимации лучше подойдут определённым сценам. Для создания голубей она изучала диких попугаев, живущих в Лондоне.
Олифирова использовала программу DaVinci Resolve, работая удалённо с колористом Тобиасом Джеймсом Томкинсом для компании Cheat, чтобы создать трёхмерную таблицу поиска, которая уподобляется цветовой палитре кадров, а также «добавляет оттенок бирюзы теням и теплоту оттенкам кожи». Лин сказал им, что он хотел, чтобы яркость цветов возрастала по мере развития истории и смены времён года. Они обсуждали, как создать правильный динамический диапазон, стабилизируя цвета и тональные пределы. Тогда яркость таблицы была снижена, и таким образом Олифирова могла создать дополнительный свет в тенях и экспериментировать с цветовой градацией. В течение двух дней Томкинс работал над первыми двумя эпизодами, а работу над оставшимися он завершил за полтора дня. Специалист по цифровой обработке изображений Винченцо Онорато отвечал за наложение таблицы поиска на неиспользованные кадры.

### Музыкальное сопровождение
Адиескар Чейз написала музыку к сериалу с привлечением электронных риффов, чтобы придать действию ощущение современности. «Трепет сердца» — её первый проект с момента выпуска из Национальной школы кино и телевидения. Она читала комикс прежде, чем приступить к работе, и должна была сделать так, чтобы её музыка дополняла используемые песни. Она играла аккорды на клавишных инструментах, а затем добавляла риффы на синтезаторе и звуковые эффекты. Некоторые треки, такие как «Heartstopper», поддерживают «моменты трепета сердца» при помощи подчёркивания ощущения напряжения и волнения. В сценах первых встреч персонажей с кем-либо были использованы вариации композиции «First Sight», впервые прозвучавшей во время знакомства Ника и Чарли. Тема Бена, «X», объединяет звуки ударов, чтобы отразить то, «как его отношение бьёт тебя по лицу». Для второго сезона Чейз переделала некоторые старые композиции и написала новые. Для финала сезона с участием Тары и Дарси она записала своё собственное пение, чтобы передать чувство комфорта.

## Выпуск
Первые кадры из сериала были представлены 1 марта 2022 года, а тизер-трейлер — 16 марта. Затем Collider опубликовал слоган: «Парень встречает парня. Парни становятся друзьями. Парни влюбляются». Хилари Ремли, обозреватель издания, увидела в тизере «эмоционально уязвимую» атмосферу сериала, «правильно показывающую опыт подростковой любви», заявив, что зрителям понравится итоговый результат из-за его верности сказочной атмосфере первоисточника. 13 апреля был выпущен полноценный трейлер. 19 апреля были объявлены названия серий. Премьера первого сезона состоялась 22 апреля 2022 года.
Когда у Уолтерса спросили о том, будет ли у сериала второй сезон, он сказал, что команда этого ожидает, видя то, как руководство Netflix «понимает» сериал. Лок и Коннор также выразили надежду на продление, отметив сюжетное развитие первоисточника. 20 мая 2022 года Netflix продлил сериал на второй и третий сезоны. Премьера второго сезона состоялась 3 августа 2023 года; 18 июня 2023 года была показана вступительная сцена и были объявлены названия серий, а 25 июля вышел трейлер.
4 сентября 2023 года стало известно название первой серии третьего сезона — «Любовь» (англ. Love). 13 мая 2024 года вышел тизер-трейлер, в котором Netflix объявил дату выхода сезона, а 17 сентября вышел полноценный трейлер. Третий сезон вышел 3 октября 2024 года.
22 апреля 2025 года появилась информация о том, что сериал завершится полнометражным фильмом, а Коннор и Лок станут его исполнительными продюсерами. 28 июля Netflix объявил название фильма — «Трепет сердца: Навсегда». Премьера состоится не раньше 2026 года.

### Саундтрек
Собрание использованных в саундтреке песен было выпущено под названием «Heartstopper: Official Mixtape» в цифровом формате на платформе Spotify 22 апреля 2022 года, в день премьеры сериала. Музыка Чейз вышла в тот же день. Параллельно с релизом лейбл Polydor Records выпустил сингл «Colours Of You» британской певицы Baby Queen. Также в первом сезоне звучат песни «Girls» от Girl in Red и «Tired» от Beabadoobee. Музыка Чейз ко второму сезону вышла до его премьеры, 28 июля 2023 года. Во втором сезоне использованы такие песни, как «Bros» группы Wolf Alice и «Seven» от Тейлор Свифт. Цифровой микстейп, включающий песни из первого и второго сезонов, был обновлен и перевыпущен на цифровых площадках под новым названием «Heartstopper: Official Playlist» 3 августа 2023 года.

#### Первый сезон
| №                   | Название                | Длительность |
| ------------------- | ----------------------- | ------------ |
| 1.                  | «First Sight»           | 1:09         |
| 2.                  | «Déjà Vu»               | 0:57         |
| 3.                  | «X»                     | 0:44         |
| 4.                  | «Head in the Clouds»    | 1:00         |
| 5.                  | «On the Move»           | 1:02         |
| 6.                  | «Angst»                 | 1:25         |
| 7.                  | «Off to Nick’s»         | 0:41         |
| 8.                  | «Just Friends»          | 1:26         |
| 9.                  | «Milkshakes»            | 1:24         |
| 10.                 | «Falling Leaves»        | 1:03         |
| 11.                 | «Electricity»           | 1:03         |
| 12.                 | «The Lads»              | 1:10         |
| 13.                 | «Misconceptions»        | 1:11         |
| 14.                 | «Kisses»                | 2:05         |
| 15.                 | «Possibilities»         | 2:04         |
| 16.                 | «Clash»                 | 1:07         |
| 17.                 | «Rugby Match»           | 3:24         |
| 18.                 | «Wanna Go Out Sometime» | 0:55         |
| 19.                 | «Happy Complications»   | 0:50         |
| 20.                 | «New Best Friend»       | 0:44         |
| 21.                 | «Embrace»               | 1:02         |
| 22.                 | «Exploration»           | 1:56         |
| 23.                 | «Sports Day»            | 0:48         |
| 24.                 | «Heartstopper»          | 2:32         |
| 25.                 | «Encore»                | 0:57         |
| Общая длительность: | Общая длительность:     | 32:59        |

| №                   | Название                              | Исполнитель(и)            | Длительность |
| ------------------- | ------------------------------------- | ------------------------- | ------------ |
| 1.                  | «Colours of You»                      | Baby Queen                | 4:15         |
| 2.                  | «Want Me»                             | Baby Queen                | 4:18         |
| 3.                  | «Lovesick»                            | Peace                     | 2:13         |
| 4.                  | «Dover Beach»                         | Baby Queen                | 3:38         |
| 5.                  | «Don’t Delete the Kisses»             | Wolf Alice                | 4:35         |
| 6.                  | «Sappho»                              | Фрэнки Космос             | 1:52         |
| 7.                  | «Girls»                               | Girl in Red               | 3:18         |
| 8.                  | «Dance with Me»                       | Beabadoobee               | 3:54         |
| 9.                  | «Angel»                               | Lava La Rue and Deb Never | 3:56         |
| 10.                 | «Why Am I Like This?»                 | Орла Гартланд             | 3:32         |
| 11.                 | «My Own Person»                       | Smoothboi Ezra            | 4:42         |
| 12.                 | «Telephone»                           | Waterparks                | 2:33         |
| 13.                 | «LUCID»                               | Рина Саваяма              | 3:38         |
| 14.                 | «Don’t Leave Me (Chapter 1: Despair)» | HMLTD                     | 3:32         |
| 15.                 | «Clearest Blue»                       | CHVRCHES                  | 3:53         |
| 16.                 | «Alaska - Toby Green Remix»           | Мэгги Роджерс и Тоби Грин | 3:05         |
| 17.                 | «What’s It Gonna Be?»                 | Shura                     | 3:34         |
| 18.                 | «Heart»                               | Flor                      | 3:42         |
| 19.                 | «Nothing Else I Could Do»             | Элла Джейн                | 2:50         |
| 20.                 | «UrbanAngel1999»                      | Томас Хидон               | 3:12         |
| 21.                 | «If You Want To»                      | Beabadoobee               | 3:43         |
| 22.                 | «Buzzkill»                            | Baby Queen                | 3:24         |
| 23.                 | «Fever Dream»                         | Mxmtoon                   | 3:16         |
| 24.                 | «Paper Mache World»                   | Матильда Мэнн             | 2:59         |
| 25.                 | «I Want To Be With You»               | Хлоя Мориондо             | 2:59         |
| 26.                 | «Knock Me Off My Feet»                | SOAK                      | 3:08         |
| 27.                 | «Flirting with Her»                   | Sir Babygirl              | 3:50         |
| 28.                 | «Bang Bang Bang»                      | Лоран Хибберд             | 2:22         |
| 29.                 | «Tired»                               | Beabadoobee               | 3:19         |
| 30.                 | «Any Other Way»                       | Tomberlin                 | 3:22         |
| 31.                 | «Smokey Eyes»                         | Lincoln                   | 3:15         |
| 32.                 | «Our Window»                          | Noah and the Whale        | 5:48         |
| 33.                 | «Because I Love You»                  | Montaigne                 | 3:37         |
| 34.                 | «Close To You»                        | Dayglow                   | 3:14         |
| 35.                 | «Moment In The Sun»                   | Sunflower Bean            | 3:09         |
| 36.                 | «I Belong in Your Arms»               | Chairlift                 | 3:27         |
| Общая длительность: | Общая длительность:                   | Общая длительность:       | 2:05:00      |

#### Второй сезон
| №                   | Название                    | Длительность |
| ------------------- | --------------------------- | ------------ |
| 1.                  | «Boyfriend»                 | 1:22         |
| 2.                  | «Back To School»            | 1:10         |
| 3.                  | «Rugby Fail»                | 1:06         |
| 4.                  | «T + E»                     | 2:29         |
| 5.                  | «Exam»                      | 0:59         |
| 6.                  | «David»                     | 1:04         |
| 7.                  | «Star-crossed Lovers»       | 1:44         |
| 8.                  | «School Trip»               | 1:43         |
| 9.                  | «Panic»                     | 0:37         |
| 10.                 | «All That Mattered»         | 1:45         |
| 11.                 | «Slumber»                   | 0:51         |
| 12.                 | «You Taste Like Toothpaste» | 1:28         |
| 13.                 | «Pair Up»                   | 2:24         |
| 14.                 | «Best Friends»              | 1:15         |
| 15.                 | «What’s Wrong»              | 0:51         |
| 16.                 | «Mon Amour»                 | 0:46         |
| 17.                 | «He Doesn’t Know Me»        | 1:24         |
| 18.                 | «I’m Bi Actually»           | 1:30         |
| 19.                 | «Out»                       | 0:52         |
| 20.                 | «Misconceptions»            | 1:48         |
| 21.                 | «Sorry»                     | 0:55         |
| 22.                 | «Prom»                      | 1:06         |
| 23.                 | «Telling People»            | 1:43         |
| 24.                 | «❤️»                        | 0:52         |
| Общая длительность: | Общая длительность:         | 31:44        |

| №                   | Название                                               | Исполнитель(и)           | Длительность |
| ------------------- | ------------------------------------------------------ | ------------------------ | ------------ |
| 37.                 | «Shatter»                                              | Мэгги Роджерс            | 3:40         |
| 38.                 | «Out of My League»                                     | Fitz and The Tantrums    | 3:29         |
| 39.                 | «Pressure to Party»                                    | Джулия Жаклин            | 3:02         |
| 40.                 | «The Beach»                                            | Wolf Alice               | 2:35         |
| 41.                 | «Coming of Age»                                        | Mxmtoon                  | 2:38         |
| 42.                 | «Paradise»                                             | Carmody                  | 2:55         |
| 43.                 | «Welcome to the Sidelines»                             | Эми Мишель               | 2:57         |
| 44.                 | «You Wouldn’t Like Me»                                 | Tegan and Sara           | 2:56         |
| 45.                 | «Retrospect»                                           | Vistas                   | 3:26         |
| 46.                 | «Things Will Be Fine» (Bratty remix)                   | Metronomy Bratty [англ.] | 3:20         |
| 47.                 | «The Sound»                                            | The 1975                 | 4:08         |
| 48.                 | «I Think Ur Rlly Cool»                                 | Carpetgarden             | 3:16         |
| 49.                 | «Le temps de l’amour»                                  | Франсуаза Арди           | 2:24         |
| 50.                 | «Kiss Ur Face Forever»                                 | Орла Гартланд            | 2:46         |
| 51.                 | «Foreplay»                                             | Siouxxie Sixxsta         | 3:04         |
| 52.                 | «Miss U»                                               | Bad Smith                | 3:32         |
| 53.                 | «Lovesong»                                             | Beabadoobee              | 4:05         |
| 54.                 | «Obsessed»                                             | Hatchie                  | 5:13         |
| 55.                 | «Trésor»                                               | Hervé                    | 2:55         |
| 56.                 | «Un peu plus souvent»                                  | Alexia Gredy             | 3:21         |
| 57.                 | «Mona Lisa»                                            | Mxmtoon                  | 3:10         |
| 58.                 | «Freak Out»                                            | Мия Фолик                | 2:43         |
| 59.                 | «Nobody Really Cares»                                  | Baby Queen               | 2:54         |
| 60.                 | «Doesn’t Matter (Voleur de soleil)»                    | Christine and the Queens | 4:23         |
| 61.                 | «Fall In Love With A Girl» (при участии Орлы Гартланд) | Cavetown Орла Гартланд   | 2:48         |
| 62.                 | «Never Be the Same»                                    | Габриэль Аплин           | 3:25         |
| 63.                 | «On était beau»                                        | Луан                     | 3:25         |
| 64.                 | «Bros»                                                 | Wolf Alice               | 3:44         |
| 65.                 | «3D Feelings»                                          | Алфи Темплман            | 3:17         |
| 66.                 | «Then It All Goes Away»                                | Dayglow                  | 3:03         |
| 67.                 | «Hot & Heavy»                                          | Люси Дакус               | 4:10         |
| 68.                 | «Pretty Girl Lie»                                      | Baby Queen               | 3:38         |
| 69.                 | «Deep End»                                             | Холли Хамберстоун        | 2:51         |
| 70.                 | «We Can Be Anything»                                   | Baby Queen               | 3:21         |
| 71.                 | «People Watching»                                      | Конан Грей               | 2:38         |
| 72.                 | «Cry!»                                                 | Кэролайн Роуз            | 3:43         |
| 73.                 | «Crush Culture»                                        | Конан Грей               | 3:24         |
| 74.                 | «I Wanna Be Your Girlfriend»                           | Girl in Red              | 3:24         |
| 75.                 | «Skin»                                                 | Carmody                  | 4:01         |
| 76.                 | «Blush»                                                | Wolf Alice               | 4:19         |
| 77.                 | «Run Away with Me»                                     | Карли Рэй Джепсен        | 4:11         |
| 78.                 | «Young»                                                | Neon Capital Kinck       | 3:24         |
| 79.                 | «Happy New Year»                                       | Let’s Eat Grandma        | 4:39         |
| 80.                 | «All the Things»                                       | Baby Queen               | 3:22         |
| 81.                 | «Seven»                                                | Тейлор Свифт             | 3:28         |
| 82.                 | «Ur So Pretty»                                         | Wasia Project            | 2:12         |
| Общая длительность: | Общая длительность:                                    | Общая длительность:      | 4:49:22      |

#### Третий сезон
Вся музыка написана Адиескар Чейз, если не указано иное.
| №                   | Название                                   | Длительность |
| ------------------- | ------------------------------------------ | ------------ |
| 1.                  | «Jellyfish»                                | 1:40         |
| 2.                  | «Beach Day»                                | 1:42         |
| 3.                  | «ILY»                                      | 2:11         |
| 4.                  | «Concern»                                  | 0:41         |
| 5.                  | «Tori»                                     | 1:59         |
| 6.                  | «Dinner»                                   | 1:07         |
| 7.                  | «Phone Call»                               | 1:02         |
| 8.                  | «Advice»                                   | 1:25         |
| 9.                  | «Nick»                                     | 1:33         |
| 10.                 | «Kiss Me»                                  | 0:45         |
| 11.                 | «Too Much»                                 | 1:19         |
| 12.                 | «Going Home»                               | 1:22         |
| 13.                 | «Safe With You»                            | 1:45         |
| 14.                 | «Better As Friends»                        | 1:29         |
| 15.                 | «Palpitations»                             | 2:20         |
| 16.                 | «We Could…»                                | 1:33         |
| 17.                 | «Cucumber»                                 | 0:37         |
| 18.                 | «Little Farouk»                            | 0:56         |
| 19.                 | «Cooking»                                  | 0:51         |
| 20.                 | «You Can’t Stop Me»                        | 1:19         |
| 21.                 | «Feel Like I Woke Up»                      | 3:05         |
| 22.                 | «Afterwards»                               | 2:32         |
| 23.                 | «Funfair»                                  | 1:06         |
| 24.                 | «Reunited»                                 | 1:50         |
| 25.                 | «C’est La Vie» (Лейла Хан и Адиескар Чейз) | 2:26         |
| Общая длительность: | Общая длительность:                        | 38:48        |

| №   | Название                                     | Исполнитель(и)                     | Длительность |
| --- | -------------------------------------------- | ---------------------------------- | ------------ |
| 1.  | «The Way Things Go»                          | Beabadoobee                        | 3:08         |
| 2.  | «It’s Euphoric»                              | Джорджия                           | 3:41         |
| 3.  | «Paradise Calling»                           | Birdy                              | 3:07         |
| 4.  | «Happy, Healthy, Well-Adjusted»              | Макс Беннетт Келли                 | 2:18         |
| 5.  | «A Letter to Myself at 17»                   | Baby Queen                         | 3:20         |
| 6.  | «Superinlove (Roll Credits)»                 | Макс Беннетт Келли                 | 1:48         |
| 7.  | «Duet»                                       | Фрэнки Космос                      | 2:12         |
| 8.  | «Best Day of My Life»                        | Том Оделл                          | 2:27         |
| 9.  | «**it gets better»                           | Мартин Люк Браун                   | 3:10         |
| 10. | «I'm Not Perfect (But I'm Trying)»           | Рэйчел Чинорири                    | 3:36         |
| 11. | «Shell»                                      | Итан Таш                           | 2:20         |
| 12. | «Abigail»                                    | Фрэнки Космос                      | 1:54         |
| 13. | «Vertigo»                                    | Griff                              | 3:00         |
| 14. | «My Vine»                                    | Wasia Project                      | 3:08         |
| 15. | «Car Park»                                   | Нив Элла                           | 3:05         |
| 16. | «Pretty Boy»                                 | LÉON                               | 3:51         |
| 17. | «Genesis»                                    | Граймс                             | 4:15         |
| 18. | «One That Got Away»                          | MUNA                               | 3:52         |
| 19. | «Complex»                                    | Кэти Грегсон-Маклауд               | 3:59         |
| 20. | «I Spend Too Much Time in My Room»           | The Band CAMINO                    | 4:32         |
| 21. | «Black Friday»                               | Том Оделл                          | 3:42         |
| 22. | «BLUE»                                       | Билли Айлиш                        | 5:43         |
| 23. | «I Wanna Know»                               | The Hunna                          | 3:37         |
| 24. | «Wide Eyes and Halos»                        | The Reytons                        | 2:50         |
| 25. | «Liquor & Cigarettes» (feat. ArrDee)         | Chase & Status Hedex ArrDee        | 3:09         |
| 26. | «darkwave sabbat»                            | diouxxie sixxsta                   | 1:45         |
| 27. | «leavemealone» (Nia Archives Remix)          | Fred again… Baby Keem Nia Archives | 2:59         |
| 28. | «Witchcraft»                                 | Pendulum                           | 4:13         |
| 29. | «Wish on an Eyelash»                         | Mallrat                            | 0:59         |
| 30. | «Serotonin»                                  | Энджи Макмахон                     | 4:20         |
| 31. | «That Was the Worst Christmas Ever!»         | Суфьян Стивенс                     | 3:18         |
| 32. | «Are You OK?»                                | Wasuremono                         | 4:24         |
| 33. | «Bruises Off The Peach»                      | Райан Битти                        | 3:13         |
| 34. | «So Clear»                                   | Мия Фоулик                         | 3:32         |
| 35. | «Too Much Time Together»                     | San Cisco                          | 2:50         |
| 36. | «Enjoy Your Life»                            | Роми                               | 4:00         |
| 37. | «Rush»                                       | Трой Сиван                         | 2:36         |
| 38. | «Devotion»                                   | Arlo Parks                         | 2:46         |
| 39. | «Loveher»                                    | Роми                               | 3:49         |
| 40. | «In My Head»                                 | Нелл Мескал                        | 3:33         |
| 41. | «I Used to Be Fun»                           | Teen Jesus and the Jean Teasers    | 2:41         |
| 42. | «A Young Understanding»                      | Sundara Karma                      | 4:04         |
| 43. | «Just Stay For Once»                         | Имани Грэм                         | 3:37         |
| 44. | «Good 4 U»                                   | Оливия Родриго                     | 2:58         |
| 45. | «Sad Disco»                                  | mxmtoon                            | 3:03         |
| 46. | «A Running Start»                            | Суфьян Стивенс                     | 4:21         |
| 47. | «Dive»                                       | Оливия Дин                         | 3:21         |
| 48. | «Pegasus» (ft. Phoebe Bridgers)              | Arlo Parks Фиби Бриджерс           | 3:07         |
| 49. | «Heartbreaker»                               | Birdy                              | 3:04         |
| 50. | «The Most Beautiful Thing»                   | Томас Хедон                        | 3:33         |
| 51. | «Ode to a Conversation Stuck in Your Throat» | Del Water Gap                      | 3:19         |
| 52. | «Love You»                                   | flowerovlove                       | 2:56         |
| 53. | «Right Here, for now»                        | Бакар                              | 3:01         |
| 54. | «Close One»                                  | FIZZ                               | 3:56         |
| 55. | «Joe»                                        | Joesef                             | 3:08         |
| 56. | «A Good Thing»                               | Клод                               | 2:46         |
| 57. | «The Outsiders»                              | Макс Беннетт Келли                 | 2:23         |
| 58. | «million little reasons»                     | Оскар Лэнг                         | 2:43         |

## Реакция

### Зрительские просмотры
Спустя два дня после релиза «Трепет сердца» занял седьмое место в ТОП-10 англоязычных тайтлов Netflix. Основываясь на своей методике измерения популярности программы посредством количества просмотренных часов, сервис сообщил о том, что было просмотрено 14.55 млн часов сериала. На следующей неделе сериал оказался на пятом месте, а общее число часов увеличилось до 23.94 млн. В третью неделю шоу сместилось на шестую позицию с новыми 14.97 млн часов просмотров. 20 мая Variety сообщил о том, что сериал оказался в Топ-10 Netflix в 54 странах. Также сериал занимал первое место в рейтинге Trending TV около пяти недель, ссылаясь на 1,3 млн подписчиков в Твиттере. Сериал также попал в топ-10 в нескольких странах, где однополые отношения противозаконны (в Ливане, Саудовской Аравии и на Шри-Ланке).

### Оценки критиков
| Сезон | Сезон | Оценка критиков    | Оценка критиков |
| Сезон | Сезон | Rotten Tomatoes    | Metacritic      |
| ----- | ----- | ------------------ | --------------- |
|       | 1     | 100 % (61 отзыв)   | 85 (9 отзывов)  |
|       | 2     | 96 % (56 отзывов)  | 79 (19 отзывов) |
|       | 3     | 100 % (28 отзывов) | 80 (10 отзывов) |

На сайте-агрегаторе рецензий Rotten Tomatoes «рейтинг свежести» первого сезона сериала составляет 100 % со средней оценкой 8,7 / 10 на основе 61 отзыва. Консенсус критиков гласит: «Захватывающий роман, рассказанный с поразительной чуткостью, „Трепет сердца“ настолько очарователен, что зрители не посмеют пропустить ни секунды». На сайте Metacritic средневзвешенная оценка первого сезона составляет 85 баллов из 100 на основе девяти рецензий, что соответствует критерию «всеобщее признание». Второй сезон имеет на Rotten Tomatoes «рейтинг свежести» 96 % со средней оценкой 8,5 / 10 на основе 56 отзывов. Консенсус критиков гласит: «Прекрасно сыгранный и написанный, второй сезон „Трепета сердца“ полон эмоциональной правды». Metacritic присвоил ему 79 баллов из 100 на основе 19 рецензий, что соответствует критерию «в основном положительные отзывы». У третьего сезона «рейтинг свежести» на Rotten Tomatoes также составляет 100 % со средней оценкой 8,5 / 10 на основе 28 отзывов. Консенсус критиков гласит: «В своём новом весёлом и прекрасном сезоне „Трепет сердца“ сохраняет добрую атмосферу, не забывая показывать, как растут его юные герои». На Metacritic у сезона 80 баллов из 100 на основе 10 рецензий.
Ребекка Николсон из The Guardian присвоила сериалу рейтинг 4 / 5 и сказала: «„Трепет сердца“, может, и не соответствует своему обещающему драму названию, но, по крайней мере, это милая и тёплая история подростковой любви». Салони Гаджар из The A.V. Club дал оценку A- и сказал: «К счастью, „Трепет сердца“ подрывает устои, заставляя протагониста гордиться тем, что он гей: Это влюблённый парень, который вынужден разобраться в своих неожиданных чувствах, а не наоборот. Увлечение Чарли Ником застаёт его врасплох (без презрения)». Дэвид Опи из Digital Spy дал сериалу рейтинг 5 / 5 и сделал следующий вывод: «„Трепет сердца“ концентрируется на однополой любви, заявляя юным зрителям, что не стоит бояться говорить о себе правду». Джонатан Уилсон из Ready Steady Cut дал оценку 4 / 5 и сказал: «Возможно, „Трепету сердца“ и не хватает границ и он ощущается как средство общения с более юной аудиторией, чем та, на которую обычно нацелены подростковые драмы, но это довольно бодрое изображение юной любви, в которое сложно не втянуться». В обзоре журнала Paste Эмили Маскелл дала рейтинг 8,8 / 10 и сказала: «„Трепет сердца“ делает шаг в сторону ЛГБТ-подростков с распростёртыми объятиями и закладывает прочный фундамент мысли о том, что твои надежды могут вознестись, и содержит изображение квир-персонажей, понятное молодому поколению зрителей». Эзелль Алблас из The Upcoming оценила сериал в 5 баллов из 5 и сказала: «„Трепет сердца“ ощущается как шоу, которое обязан посмотреть каждый. Оно непринуждённо милое и довольно радикальное без шок-фактора, какой есть в сериалах „Половое воспитание“, „Эйфория“ и „Это грех“».
Издания NME и The Mary Sue назвали «Трепет сердца» лучшим сериалом 2022 года. Entertainment.ie поместил его на четвёртое место в своём списке, TVLine — на восьмое, Decider — на девятое, PopBuzz — на десятое, а The Austin Chronicle и Lifehacker также внесли его в свои списки без указания позиции. Кроме того, Collider назвал проект одним из лучших новых сериалов 2022 года.

### Влияние
После выхода сериала первый том оригинального комикса стал самой продаваемой детской книгой в Великобритании. Песни из сериала заняли высокие позиции в чартах и на стриминге, среди них — «Want Me» и «Dover Beach» от Baby Queen, «Why Am I Like This» от Орлы Гартленд и «I Belong In Your Arms» от Chairlift.

### Награды и номинации
| Год  | Награда                                                       | Категория                                                                | Номинант                                             | Результат | П.              |
| ---- | ------------------------------------------------------------- | ------------------------------------------------------------------------ | ---------------------------------------------------- | --------- | --------------- |
| 2022 | Attitude Awards                                               | TV Award                                                                 | «Трепет сердца»: первый сезон                        | Победа    | [ 110 ]         |
| 2022 | C21 Drama Awards                                              | Комедийно-драматический сериал                                           | «Трепет сердца»: первый сезон                        | Номинация | [ 111 ]         |
| 2022 | Премия «Эмми» в области детского и семейного контента         | Лучший подростковый сериал                                               | «Трепет сердца»: первый сезон                        | Победа    | [ 112 ]         |
| 2022 | Премия «Эмми» в области детского и семейного контента         | Лучшая главная роль в дошкольном, детском или подростковом сериале       | Кит Коннор                                           | Победа    | [ 112 ]         |
| 2022 | Премия «Эмми» в области детского и семейного контента         | Лучшая главная роль в дошкольном, детском или подростковом сериале       | Джо Лок                                              | Номинация | [ 112 ]         |
| 2022 | Премия «Эмми» в области детского и семейного контента         | Лучшая роль второго плана в дошкольном, детском или подростковом сериале | Ясмин Финни                                          | Номинация | [ 112 ]         |
| 2022 | Премия «Эмми» в области детского и семейного контента         | Лучшая роль второго плана в дошкольном, детском или подростковом сериале | Уильям Гао                                           | Номинация | [ 112 ]         |
| 2022 | Премия «Эмми» в области детского и семейного контента         | Лучший сценарий в подростковом сериале                                   | Элис Осман                                           | Победа    | [ 112 ]         |
| 2022 | Премия «Эмми» в области детского и семейного контента         | Лучшая гостевая роль в дошкольном, детском или подростковом сериале      | Оливия Колман                                        | Победа    | [ 112 ]         |
| 2022 | Премия «Эмми» в области детского и семейного контента         | Лучший подбор актёров в игровом сериале                                  | Дэниел Эдвардс                                       | Победа    | [ 112 ]         |
| 2022 | Премия «Эмми» в области детского и семейного контента         | Лучший грим и причёски                                                   | Диандра Феррейра, Сорша Фишер и Мелани Линдси        | Номинация | [ 112 ]         |
| 2022 | Dorian Awards                                                 | Лучшее ЛГБТК-шоу                                                         | «Трепет сердца»: первый сезон                        | Победа    | [ 113 ]         |
| 2022 | Dorian Awards                                                 | Лучший телесериал — драма                                                | «Трепет сердца»: первый сезон                        | Номинация | [ 113 ]         |
| 2022 | Dorian Awards                                                 | Лучший актёр на телевидении                                              | Кит Коннор                                           | Номинация | [ 113 ]         |
| 2022 | Edinburgh TV Awards                                           | Телевизионный момент года                                                | Первый поцелуй Ника и Чарли                          | Победа    | [ 114 ]         |
| 2022 | Gay Times Honours                                             | Новаторы на экране                                                       | Актёрский состав сериала                             | Победа    | [ 115 ]         |
| 2022 | Hollywood Music in Media Awards                               | Оригинальная песня/музыка — трейлер                                      | «Colours of You»                                     | Номинация | [ 116 ]         |
| 2022 | MTV Movie & TV Awards                                         | Лучший музыкальный момент                                                | «Dance With Me»                                      | Победа    | [ 117 ]         |
| 2022 | National Television Awards                                    | Новая драма                                                              | «Трепет сердца»: первый сезон                        | Номинация | [ 118 ]         |
| 2022 | National Television Awards                                    | Восходящая звезда                                                        | Кит Коннор                                           | Номинация | [ 118 ]         |
| 2022 | National Television Awards                                    | Восходящая звезда                                                        | Джо Лок                                              | Номинация | [ 118 ]         |
| 2022 | Золотая Роза                                                  | Комедийная драма и ситком                                                | «Трепет сердца»: первый сезон                        | Номинация | [ 119 ]         |
| 2022 | Золотая Роза                                                  | Внезапный талант                                                         | Ясмин Финни                                          | Победа    | [ 120 ]         |
| 2022 | RTS Craft & Design Awards                                     | Подбор актёров                                                           | Дэниел Эдвардс                                       | Победа    | [ 121 ]         |
| 2022 | Soho House Awards                                             | Актёрский прорыв                                                         | Ясмин Финни                                          | Победа    | [ 122 ]         |
| 2022 | TV Choice Awards                                              | Лучшая новая драма                                                       | «Трепет сердца»: первый сезон                        | Победа    | [ 123 ]         |
| 2023 | Премия Британской Академии в области телевидения              | Незабываемый момент                                                      | «Первый поцелуй Ника и Чарли»                        | Номинация | [ 124 ]         |
| 2023 | Премия Британской Академии в области телевизионного искусства | Сценарист: Драма                                                         | Элис Осман                                           | Номинация | [ 125 ]         |
| 2023 | Премия Гильдии директоров по кастингу                         | Лучший подбор актёров в драматическом телесериале                        | Дэниел Эдвардс, Люси Аллен, Том Пэйн и Кэтрин Гарлик | Победа    | [ 126 ]         |
| 2023 | GLAAD Media Awards                                            | Лучшая детская и семейная программа — игровое кино                       | «Трепет сердца»: первый сезон                        | Победа    | [ 127 ] [ 128 ] |
| 2023 | Kidscreen Awards                                              | Лучший новый сериал для подростков                                       | «Трепет сердца»: первый сезон                        | Победа    | [ 129 ] [ 130 ] |
| 2023 | Kidscreen Awards                                              | Лучший игровой сериал для подростков                                     | «Трепет сердца»: первый сезон                        | Победа    | [ 129 ] [ 130 ] |
| 2023 | Kidscreen Awards                                              | Лучшая инклюзивность в программе для подростков                          | «Трепет сердца»: первый сезон                        | Номинация | [ 129 ] [ 130 ] |
| 2023 | Kidscreen Awards                                              | Лучший в классе                                                          | «Трепет сердца»: первый сезон                        | Победа    | [ 129 ] [ 130 ] |
| 2023 | Kidscreen Awards                                              | Лучшая игра актёров                                                      | «Трепет сердца»: первый сезон                        | Победа    | [ 129 ] [ 130 ] |
| 2023 | Queerty Awards                                                | Игра актёра — телевидение                                                | Джо Лок                                              | Победа    | [ 131 ]         |
| 2023 | Queerty Awards                                                | Телевизионная комедия                                                    | «Трепет сердца»: первый сезон                        | Победа    | [ 132 ]         |
| 2023 | Премия Королевского телевизионного общества                   | Главная мужская роль                                                     | Кит Коннор                                           | Победа    | [ 133 ] [ 134 ] |
| 2023 | Спутник                                                       | Лучший драматический сериал                                              | «Трепет сердца»: первый сезон                        | Номинация | [ 135 ]         |
| 2023 | Visionary Arts Awards                                         | Телешоу года                                                             | «Трепет сердца»: первый сезон                        | Номинация | [ 136 ]         |

## Комментарии
1. ↑  Альбом Heartstopper: Official Playlist содержит 36 песен из альбома Heartstopper: Official Mixtape к первому сезону, а также пять треков из саундтрека ко второму сезону («Boyfriend», «T + E», «You Taste Like Toothpaste», «Pair Up» и «Telling People») и 46 песен, представленных во втором сезоне. В данном списке указаны только эти 46 песен в порядке их появления в сериале.
2. ↑  С выходом третьего сезона альбом Heartstopper: Official Playlist был снова обновлён, и теперь в нём 146 песен. Ниже перечислены только те песни, что звучат в сезоне[75][76].